# Batrachyla nibaldoi
Batrachyla nibaldoi là một loài ếch trong họ Leptodactylidae.
Nó được tìm thấy ở Chile và có thể cả Argentina.
Các môi trường sống tự nhiên của chúng là các khu rừng ôn hòa, vùng cây bụi ôn đới, và đầm nước.